# Tippi Hedren
Nathalie Kay Hedren, kaldet Tippi Hedren, (født 19. januar 1930) er en amerikansk skuespiller, der specielt er kendt et par af Alfred Hitchcocks sene film, som Fuglene. Derudover er hun mor til skuespilleren Melanie Griffith.

## Biografi
Tippi Hedrens bedsteforældre var på faderens side svenske indvandrere; på moderens side norske og tyske. Hun indledte sin karriere i 1950'erne som populær fotomodel, da Hitchcock fik øje på hende i en tv-reklame. Efter at Grace Kelly var blevet gift, var han på udkig efter en ny sofistikeret blondine med sex appeal, og der passede Hedren godt. Det blev derfor Hitchcock, der kom til at forme hendes karriere, da hun fik hovedrollerne i Fuglene fra 1963 og Marnie det følgende år. Det er dog blevet til relativt få roller siden; men i sin karrieres efterår har hun blandt andet spillet sammen med datteren Melanie Griffith i flere film. Datterdatteren Dakota Johnson er også blevet skuespillerinde. 
I sine erindringer fra 2016, Tippi, fortæller Hedren, at Hitchcock var besat af hende. Under indspilningen af Marnie skal han have overfaldet hende, da hun var alene i sin garderobe. Hun afslører ikke detaljer, men han greb fat i hende: "Jeg kunne ikke være blevet mere chokeret og frastødt. Jo mere jeg kæmpede imod, jo mere aggressiv blev han. Så kom han med trusler, som om han kunne gøre noget værre mod mig end det, han var ved at gøre i det øjeblik." Hedren skriver, at hendes holdning til ham under indspilningen af Fuglene var en høflig, professionel afstandtagen. Han besvarede det med grusomhed. Han havde sagt, at mekaniske fugle ville benyttes i scenerne, hvor hun overfaldes. I stedet for blev levende fugle anvendt: "Det var brutalt og grimt og hensynsløst," skriver hun, men hun ville ikke lade sig "knække" af Hitchcock. Hun udtrykker også taknemlighed for, at han gjorde hende til filmstjerne; og hun deltog ved hans begravelse. 

## Filmografi

### Film
| Titel                          | ÅR   | Rolle                | Noter                        |
| ------------------------------ | ---- | -------------------- | ---------------------------- |
| The Petty Girl                 | 1950 | Ice Box Petty Girl   | ukrediteret                  |
| Fuglene                        | 1963 | Melanie Daniels      |                              |
| Marnie                         | 1964 | Marnie Edgar         |                              |
| A Countess from Hong Kong      | 1967 | Martha               |                              |
| Tiger by the Tail              | 1970 | Rita Armstrong       |                              |
| Satan's Harvest                | 1970 | Marla Oaks           |                              |
| Mr. Kingstreet's War           | 1971 | Maggie Kingstreet    |                              |
| The Harrad Experiment          | 1973 | Margaret Tenhausen   |                              |
| Where the Wind Dies            | 1976 | Ukendt               |                              |
| Roar                           | 1981 | Madeleine            |                              |
| Foxfire Light                  | 1982 | Elizabeth Morgan     |                              |
| Deadly Spygames                | 1989 | Chasity              |                              |
| In the Cold of the Night       | 1990 | Clara                |                              |
| Pacific Heights                | 1990 | Florence Peters      |                              |
| Teresa's Tattoo                | 1994 | Evelyn Hill          |                              |
| Inevitable Grace               | 1994 | Dr. Marcia Stevens   |                              |
| Citizen Ruth                   | 1996 | Jessica Weiss        |                              |
| Mulligans!                     | 1997 | Dottie               | Kortfilm                     |
| Exposé                         | 1998 | ukendt               |                              |
| Break Up                       | 1998 | Mom                  |                              |
| I Woke Up Early the Day I Died | 1998 | Maylinda Austed      |                              |
| The Storytellers               | 1999 | Lillian Glosner      |                              |
| Ice Cream Sundae               | 2001 | Lady                 | kortfilm                     |
| Tea with Grandma               | 2001 | Rae                  | kortfilm                     |
| Julie and Jack                 | 2003 | Julie McNeal         |                              |
| Searching for Haizmann         | 2003 | Dr. Michelle Labner  |                              |
| Dark Wolf                      | 2003 | Mary                 |                              |
| Return to Babylon              | 2004 | Mrs. Peabody         |                              |
| Rose's Garden                  | 2003 | Rose                 |                              |
| Raising Genius                 | 2004 | Babe                 |                              |
| Mind Rage                      | 2004 | Dr. Wilma Randolph   |                              |
| I Heart Huckabees              | 2004 | Mary Jane Hutchinson |                              |
| Diamond Zero                   | 2005 | Eleanor Kelly        |                              |
| Strike the Tent                | 2005 | Mrs. Adams           |                              |
| Dead Write                     | 2007 | Minnie               |                              |
| The Boneyhard Collection       | 2008 | Gloria               | Segment "Her Morbid Desires" |
| Jayne Mansfield's Car          | 2012 | Naomi Caldwell       | Ukrediteret                  |
| Free Samples                   | 2012 | Betty                |                              |
| The Ghost and the Whale        | 2014 | Tippi                |                              |